# 3851 Alhambra
3851 Alhambra (1986 UZ) là một tiểu hành tinh vành đai chính được phát hiện ngày 30 tháng 10 năm 1986 bởi Seki, T. ở Geisei.
Nó được đặt theo tên Alhambra palace in Spain.